# Basilica di Nostra Signora d'Africa
La basilica di Nostra Signora d'Africa (basilique Notre-Dame d'Afrique, in lingua francese) è una chiesa cattolica di Algeri, che ha dignità di basilica minore.
La basilica guarda il mare dalla cima di un promontorio alto 124 metri, situato a nord del centro di Algeri e collegato alla località Bologhine tramite una funivia.
La prima pietra fu posta il 14 ottobre 1855 dal vescovo di Algeri, monsignor Pavy. La basilica venne consacrata dal cardinal Lavigerie il 7 luglio 1872.

## Storia
Una statuetta di bronzo della Vergine Maria, copia di un'opera originale creata da Bouchardon nel 1750, fu offerta nel maggio del 1840 a Dupuch, il primo vescovo di Algeri. Essa fu posta nel monastero trappista di Staouëli a Bouchaoui, un piccolo villaggio a una ventina di chilometri da Algeri.
In seguito alla definizione del dogma dell'Immacolata Concezione da parte di papa Pio IX l'8 dicembre 1854, il successore di Dupuch, Louis-Antoine-Augustin Pavy, decise di costruire una grande chiesa per il pellegrinaggio per la "Nostra Signora". Egli pone la statua in una cappella, inaugurata il 20 settembre 1857.
La festa della Nostra Signora d'Africa si celebra il 30 aprile. 

### La costruzione della Chiesa
Pavy, nuovo vescovo di Algeri di origini lionesi, intendeva costruire « un'altra Fourvière, dopo di Algeri! ». Egli inizia la costruzione della chiesa il 20 febbraio 1858. Essa è affidata a Jean-Eugène Fromageau, che era stato architetto capo degli edifici diocesani di Algeri. La costruzione finì nel 1872. Pavy morì nel 1866, per un attacco di cuore.
L'edificio fu consacrato il 7 luglio 1872 da Monsignor Lavigerie, arcivescovo di Algeri. Egli trasferirà la statua di Maria il 2 maggio 1873. Il 4 maggio 1873 la Chiesa accolse un "consiglio provinciale d'Algeria", rappresentante i vescovi e gli abati di Algeria, è la prima riunione di questo tipo per i tempi moderni.
Ad avere la custodia del santuario furono la Società dei missionari d'Africa (i cosiddetti Padri bianchi) e le Suore missionarie di Nostra Signora d'Africa, dette anche Suore bianche che nacquero sotto l'impulso del cardinale Lavigerie rispettivamente nel 1868 e nel 1869.
Fu papa Pio IX a concedere alla Chiesa il titolo di basilica; essa fu consacrata il 30 aprile 1876.
Nel 1930 un organo, costruito nel 1911, fu donato alla chiesa dalla moglie del defunto Albert Weddell, un ricco residente inglese ad Algeri a Villa Georges ed amico del compositore francese Camille Saint-Saëns, che l'aveva già inaugurato l'organo a casa Weddell.

### Il restauro
La Basilica è stata fortemente danneggiata dal sisma del 2003 che ha procurato circa 3 000 morti, soprattutto nella città di Boumerdès. I lavori di restauro sono cominciati nel 2007 grazie all'impulso di Bernard Lefebvre, rettore della Basilica. L'inaugurazione ha avuto luogo il 13 dicembre 2010.

### La promozione a bene culturale
La Basilica di Nostra Signora d'Africa è stata classificata nella lista dei beni culturali algerini come monumento storico dal 12 settembre 2012.

## Architettura e decorazioni

### Architettura
Come la Cattedrale del Sacro Cuore di Orano, la basilica è in stile bizantino. Esternamente è caratterizzata da un'alta cupola, impostata su tamburo cilindrico. Questa basilica ha la particolarità di avere l'abside a sud-ovest, piuttosto che ad est come è abitualmente.
All'interno si venera una statua della Madonna Nera, posta sull'altare maggiore. Due cappelle, ornate da reliquie lo circondano: la prima, consacrata a Sant'Agostino, è caratterizzata da sei ex voto di Charles de Foucauld. L'altra è dedicata alla madre di Sant'Agostino d'Ippona: santa Monica e rende omaggio a diciannove religiosi e preti uccisi negli anni '90 del '900 in Algeria.
Dietro, nell'abside semicircolare, si trova un'iscrizione che recita: "Notre Dame d'Afrique priez pour nous et pour les Musulmans" (Nostra Signora d'Africa pregate per noi e per i Musulmani). L'invocazione, oltre che in francese, è riportata in arabo e in cabilo.

### Decorazione
La decorazione della basilica comprende al centro della cupola, sopra la statua della Vergine, un decoro in ceramica compiuto da Mohamed Boumehdi (1924-2006), un artista algerino musulmano. La stessa statua, realizzata nel 1840 dallo sculture parigino Charles Gallien Choiselat(1816-1858), è coronata d'oro con ornamenti di velluto blu ricamato con filo d'argento ricoperto d'oro, realizzata dal Signor Sekkal, maestro ricamatore a Tlemcen.
Un grande affresco, sullo sfondo del coro, rappresenta Maria nella gloria, venerata dal cardinale Lavigerie, circondata da personaggi che si riferiscono al passato cristiano del Nord Africa: i santi Cipriano e Agostino, le sante Perpetua e Felicita, Monsignor Lavigerie, i martiri dell'Uganda (1886), Padre Siméon Lourdel (1853-1890), Charles de Foucauld e il cardinale Duval.